# Jan Lisiecki
Jan Lisiecki (ur. 23 marca 1995 w Calgary) – polsko-kanadyjski pianista.

## Życiorys
Urodził się w Calgary, w Kanadzie, jego rodzice pochodzą z Polski. Ma polskie obywatelstwo. Posługuje się językiem polskim i podkreśla swe związki z Polską: „Oczywiście, czuję się Polakiem i jestem z tego dumny. To, że urodziłem się w Calgary, to tak naprawdę w tej chwili dużo nie zmienia”. Naukę gry na fortepianie rozpoczął w wieku 5 lat w konserwatorium Mount Royal University. Zadebiutował koncertem z orkiestrą w wieku 9 lat. W roku 2011 (z trzyletnim wyprzedzeniem) ukończył szkołę średnią, Western Canada High School w Calgary i podjął naukę w Glenn Gould School of Music w Toronto.

### Kariera muzyczna
Występował m.in. w Carnegie Hall, Salle Cortot, Kaufman Hall, Gasteig, Seoul Arts Centre oraz w wielu innych salach koncertowych USA, Włoch, Wielkiej Brytanii, Szkocji, Francji, Polski, Japonii, Chin, Korei, Gwatemali i Kanady, u boku takich orkiestr jak m.in. New York Philharmonic, San Francisco Symphony, Cleveland Orchestra, L’Orchestre Symphonique de Québec, Minnesota Orchestra, L’Orchestre Symphonique de Montréal, London Philharmonic Orchestra, Sinfonietta Cracovia oraz Sinfonia Varsovia. Współpracował z Emanuelem Axem, Jamesem Ehnesem, Yo-Yo Ma, i Pinchasem Zukermanem. Wystąpił dla królowej brytyjskiej Elżbiety II przed 100-tysięczną publicznością zebraną na Parliament Hill w Ottawie. W 2010 roku zastępował Nelsona Freire’a na czterech koncertach we Francji.
Gra także muzykę kameralną; współpracował z New Zealand String Quartet, Quatuor Ébène i Penderecki String Quartet, grając na licznych festiwalach ma całym świecie, m.in. w Auvers-sur-Oise, Menton, Merano, Seulu oraz na warszawskim „Chopin i jego Europa”.
Jego koncerty były transmitowane przez rozgłośnie radiowe całego świata, m.in. CBC/Radio-Canada, BBC, rozgłośnie austriackie, francuskie, niemieckie i Polskie Radio. W 2009 roku CBC National News wyemitowała dokument The Reluctant Prodigy w reżyserii Joe Schlesingera. Pojawił się również w programie stacji CBC „Next”. Transmisje jego koncertów pokazywano w TVP1 i TVP2 oraz we francuskiej stacji France 3.
Nazywany jest przez krytyków „unikalnym talentem” i „arystokratą fortepianu”. Podkreślają jego „zdumiewającą poetykę i pełne wyobraźni interpretacje”. Sam artysta o swojej grze mówi: „To, że akurat jestem Polakiem wcale nie znaczy, że będę grał najlepiej Chopina. Tak jak Niemiec na pewno nie musi najlepiej grać np. Beethovena”.

### Nagrania
Jan Lisiecki jest artystą wytwórni Deutsche Grammophon. W Polsce natomiast, Narodowy Instytut Fryderyka Chopina wydał płytę z nagraniem dwóch koncertów fortepianowych Fryderyka Chopina w wykonaniu pianisty, zarejestrowanych na żywo z Sinfonią Varsovią pod batutą Howarda Shelleya. Album zdobył nagrodę Diapason Découverte (maj 2010). Diapason nazwał Lisieckiego „prawdziwym wirtuozem, o wyrazistym, naturalnym stylu, któremu trudno się oprzeć”. BBC Music Magazine chwalił „dojrzałą muzykalność Lisieckiego” i jego „wrażliwą i pełną subtelności” interpretację koncertów, które zagrał „z błyskotliwą techniką” i „charakterystycznym patosem”, podkreślając, że „wśród natłoku płyt CD to świeże nagranie jest godne uwagi każdego melomana”. Nagrania uzyskały w Polsce certyfikat złotej płyty.

### Nagrody i wyróżnienia
Jest laureatem nagród Révélations Radio-Canada Musique (2010), Jeune Soliste des Radios Francophones (2011) i in.
W 2013 roku otrzymał Leonard Bernstein Award – nagrodę przyznawaną młodym muzykom jako dowód uznania osiągnięć na polu muzyki klasycznej.